# ウィリアム・ヌジョヴー
ウィリアム・ヌジョヴー（William Njobvu、1987年3月4日 - ）は、ザンビアのサッカー選手。元ザンビア代表。ポジションはMF。

## クラブ歴
2007年にルサカ・ダイナモスFCで選手となり、2009年7月にイスラエルのハポエル・イロニ・キリヤット・シュモナFCに5年契約で移籍 。その後、ハポエル・ベエルシェバFC、キプロスのエノシス・ネオン・パラリムニFC、イスラエルのベイタル・テルアビブ・ラムラFCに在籍した。

## 代表歴
2007 FIFA U-20ワールドカップに出場、スペインU-20代表戦で得点を挙げた。
2007年にA代表初出場、COSAFAキャッスルカップ2007の準決勝でモザンビーク代表から得点を挙げた。また、アフリカネイションズカップにも4回出場した。

## タイトル
ルサカ・ダイナモス
- ザンビアン・チャレンジカップ: 2008

ハポエル・イロニ・キリヤット・シュモナ
- グヴィア・ハトト: 2009, 2010-11, 2011-12
- リーガ・レウミット: 2009-10
- イスラエル・プレミアリーグ: 2011-12